# Меморіал Івана Глінки 2006
Юніорський кубок світу (англ. Junior World Cup) — 16-й міжнародний юніорський хокейний турнір.

## Група АБржецлав
| М  | Команда   | І | В | ВО | ПО | П | Ш    | О |
| -- | --------- | - | - | -- | -- | - | ---- | - |
| 1. | США       | 3 | 2 | 1  | 0  | 0 | 11:7 | 8 |
| 2. | Росія     | 3 | 2 | 0  | 0  | 1 | 12:7 | 6 |
| 3. | Чехія     | 3 | 1 | 1  | 0  | 1 | 9:12 | 4 |
| 4. | Фінляндія | 3 | 0 | 0  | 0  | 3 | 5:11 | 0 |

- США -  Фінляндія 3-2 (1-1,1-0,1-1)
- Чехія -  Росія 1-7 (0-5,0-2,1-0)
- Росія -  США 2-4 (1-2,0-2,1-0)
- Чехія -  Фінляндія 5-1 (0-0,1-0,4-1)
- Фінляндія -  Росія 2-3 (2-1,0-0,0-2)
- Чехія —  США 3-4 ОТ (0-2,2-0,1-1,0-1)

## Група ВП'єштяни
| М  | Команда    | І | В | ВО | ПО | П | Ш    | О |
| -- | ---------- | - | - | -- | -- | - | ---- | - |
| 1. | Канада     | 3 | 3 | 0  | 0  | 0 | 13:5 | 9 |
| 2. | Швеція     | 3 | 1 | 1  | 0  | 1 | 7:8  | 5 |
| 3. | Швейцарія  | 3 | 1 | 0  | 0  | 2 | 8:11 | 3 |
| 4. | Словаччина | 3 | 0 | 0  | 1  | 2 | 3:7  | 1 |

- Канада -  Швейцарія 5-3 (3-1,0-2,2-0)
- Словаччина -  Швеція 1-2 Б (0-1,0-0,1-0,0-0,0-1)
- Швеція -  Канада 1-4 (1-1,0-1,0-2)
- Словаччина -  Швейцарія 1-2 (0-0,1-1,0-1)
- Швейцарія -  Швеція 3-5 (0-1,1-1,2-3)
- Словаччина —  Канада 1-4 (1-1,0-2,0-1)

## Фінальна стадія

### Матч за 7 місце
- Словаччина —  Фінляндія 5-2 (0-1,0-1,5-0)

### Матч за 5 місце
- Чехія —  Швейцарія 3-1 (0-0,1-1,2-0)

### Матч за 3 місце
- Росія -  Швеція 4-2 (2-1,1-1,1-0)

### Фінал
- Канада -  США 3-0 (1-0,1-0,1-0)